# Maxillaria grandis
Maxillaria grandis är en orkidéart som beskrevs av Heinrich Gustav Reichenbach. Maxillaria grandis ingår i släktet Maxillaria och familjen orkidéer. Inga underarter finns listade i Catalogue of Life.